# 建宁大桥
建宁大桥，又称“株洲湘江三桥”，是位于中国湖南省株洲市的一座公路桥梁，跨越湘江干流，连接天元区与芦淞区，是株洲市“十五计划”建设重点工程——株洲快速环道南环路上的一座特大型桥梁。大桥全长1,721.35米，桥面宽30米，总投资2.57亿元人民币。由中铁大桥勘测设计院设计、中铁大桥局集团第五工程有限公司和湖南路桥建设集团共同承建，于2001年10月24日开工建设，2005年12月30日建成通车，是株洲市跨越湘江的第三座大桥。

## 设计
大桥全长1,721.35米，主桥为单塔单索面预应力混凝土斜拉桥，长457.7米，主跨240米，边跨217.7米，边跨分三跨，设2个辅助墩。单索面体系，扇形布置，斜拉索采用双排锚于梁中央索锚区上，主塔与梁和墩之间固结。桥面宽30米，采用双向六车道设计。
主桥跨径布置为：240+134+42+41.7米。东引桥长314.3米，西引桥长949.35米，均为预应力混凝土连续箱梁。主梁采用C50混凝土，截面为倒梯形箱型展翅梁，单箱三室结构，梁顶全宽30米，梁底宽8米，悬臂各长3.5米，梁高3.5米，设2%横坡。全桥共124根斜拉索，主塔两侧各31对，单索最大张力约6,000千牛，采用镀锌高强平行钢丝索体系，钢丝直径7毫米，极限抗拉强度为1,670兆帕。主塔采用混凝土结构，横桥向桥面以上采用倒“Y”型、桥面以下采用“V”型设计，整个桥塔由下塔柱、中塔柱、上塔柱和横梁组成。桥塔高138米，其中横梁以上高108.07米，另外塔顶还设置了高5.3米的三角形装饰物。主塔墩基础采用16根直径2.8米的钻孔灌注桩基础，沿桥纵向3排，呈梅花形排列，单根桩长50米，承台厚5米，平面尺寸为34.6×15米，承台顶设高3米的塔座。

### 主要技术指标
- 道路等级：城市快速路
- 设计行车速度：80公里/小时；
- 设计荷载：城市－A、人群－3.5千牛/平方米；
- 桥面宽度：全宽30米（2.25+11.25+3+11.25+2.25）
- 通航等级：Ⅲ级；
- 通航净空：净宽60米×净高10米
- 设计水位：海拔45.62米；
- 通航水位：海拔42.85米；
- 桥梁纵坡：≤2.5%；
- 地震烈度：Ⅵ度，按Ⅶ度设防。[6]

### 远景

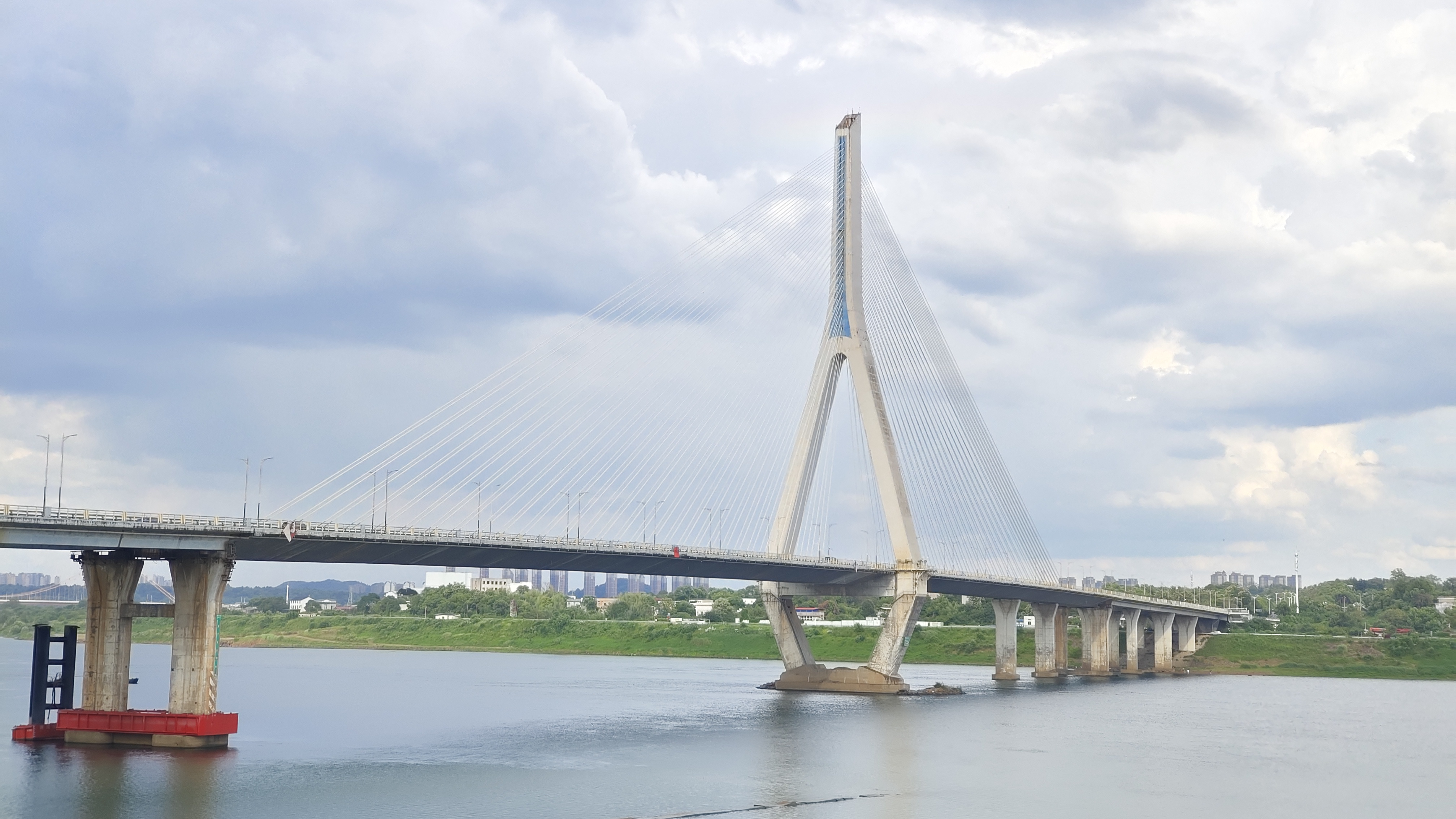
桥体和索塔